# Austin-Healey 100
Austin Healey 100 är en sportbil, tillverkad i tre serier av den brittiska biltillverkaren Austin Healey mellan 1953 och 1967.

## Bakgrund
Donald Healey började tillverka bilar i Warwick efter andra världskriget. Som drivkälla användes Rileys stora fyra. I början av femtiotalet stod det klart att den motorn snart skulle försvinna och man behövde se sig om efter en ny leverantör. På London Motor Show 1952 visade Healey en öppen sportbil med motor från Austin A90 Atlantic. A90:n hade blivit ett stort misslyckande för Austin och man stod med outnyttjad produktionskapacitet och överblivna delar i lager. Austins chef Leonard Lord såg i Healeys bil en möjlighet att dels kunna erbjuda sina kunder en ny modell och dels kunna utnyttja resurserna. Under Earls Court mässan 1952 slöts ett avtal mellan Donald Healey och Lord Leonard om att Austin skulle förse Healey med motorer. Formgivaren Gerry Coker tog genast fram ett nytt emblem till bilen som inkorporerade både Austin och Healey.

## 100

### BN1

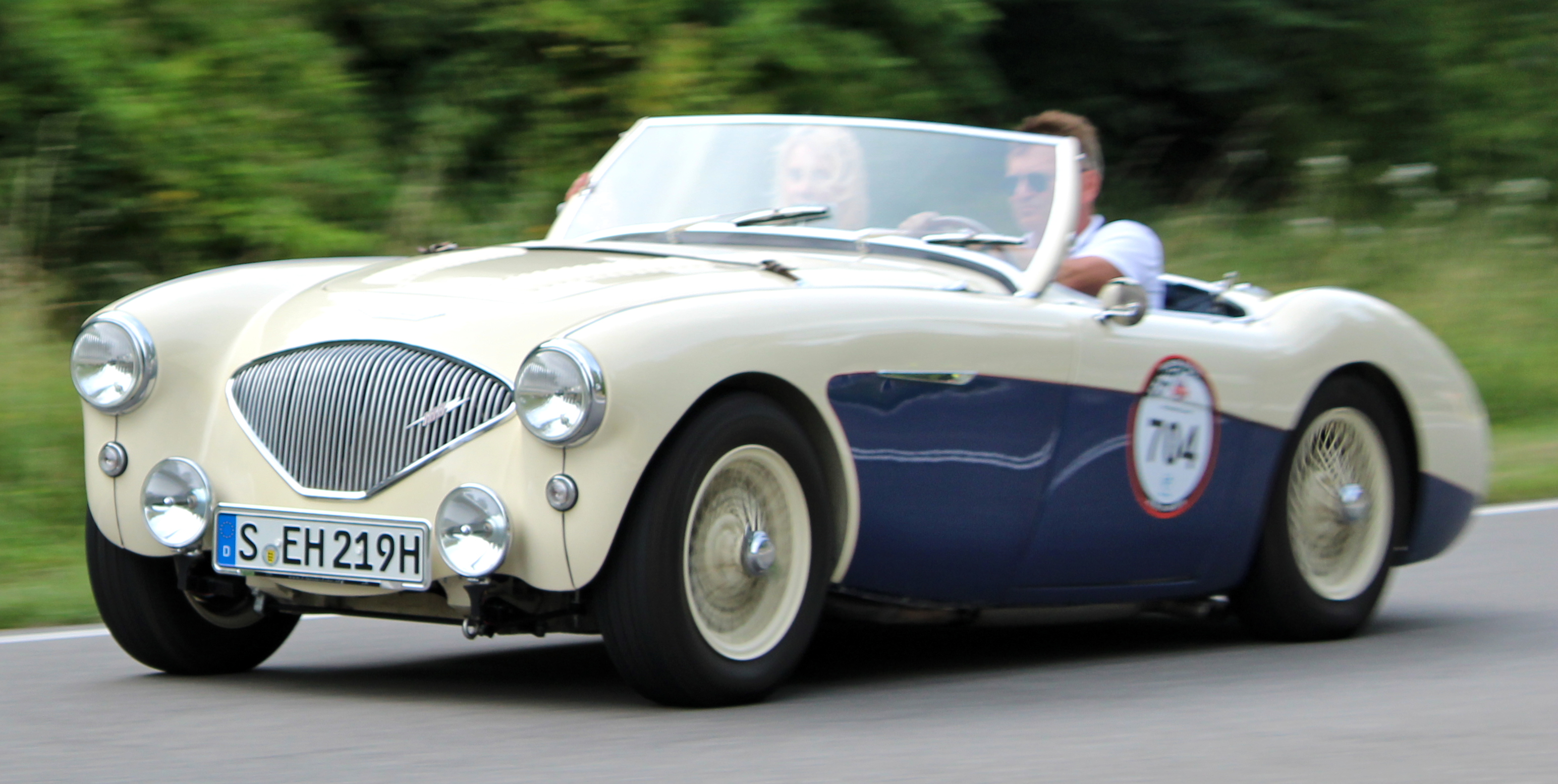
Austin Healey 100 BN1

Produktionen av den nya bilen, med interbeteckningen BN1, startade i Longbridge i början av 1953. Förutom motorn hämtades även växellåda, bakaxel och stora delar av framvagnen från A90:n. Karossen var enkel, med en tunn sufflett och löstagbara sidorutor i dörrarna. Vindrutan gick att fälla framåt/nedåt och ekerfälgar var standardutrustning. I fronten fanns en romb-formad kylargrill.
Produktionen uppgick till 10 688 bilar.

### 100S
Under 1955 byggde Healey själva 55 stycken bilar i Warwick, avsedda för tävlingsbruk. De hade trimmad motor med ett nytt topplock i lättmetall, konstruerat av Harry Weslake. Toppen var även en "cross-flow" topp med grenrör och förgasare på varsin sida. För att hålla ner vikten var karossen helt byggd i aluminium, med innerkarossen bultad till ett stålchassi. Fler originella detaljer för 100S modeller var en större tank med externt tanklock, oval grill, "aero-screen", samt högre utväxling på bakaxel och utan overdrive. Samtliga 100S var högerstyrda och majoriteten var lackade i vitt med blåa sidor. Endast 37 exemplar överlever idag.

### BN2
Sommaren 1955 ersattes BN1 av BN2. Den största skillnaden var att man nu använde den fyrväxlade växellådan och bakaxeln från Austin A90 Westminster, större hjulhusöppningar på framskärmarna, annan växellådstunnel, samt möjlighet att beställa bilen i två-tonslack.
Produktionen uppgick till 3 924 bilar, inklusive de med 100M-specifikation.

### 100M
Av BN2-modellen konverterades 1 159 bilar av Healey i Warwick till 100M, med trimmad motor och förstärkt fjädring. Dessa såldes till kunder med tävlingsambitioner.

## 100-6

### BN4

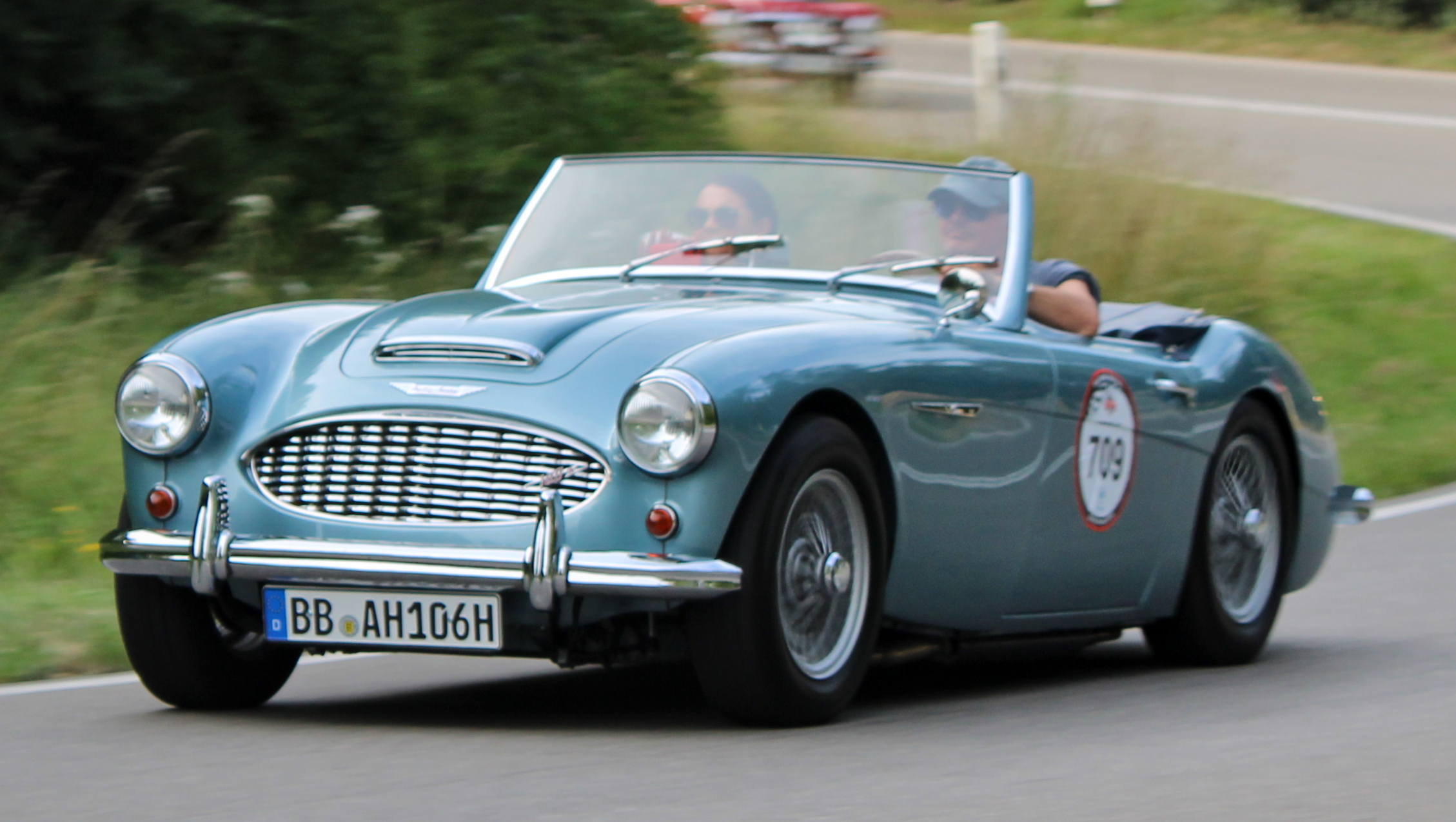
Austin Healey 100-6 BN4

I augusti 1956 genomgick bilen sin största uppdatering under hela tillverkningstiden. Den gamla fyrcylindriga motorn ersattes av BMC:s sexcylindriga C-motor. Hjulbasen förlängdes två tum, för att få plats med ett ytterst litet baksäte. Detta innebar att reservhjulet och batteriet fick flyttas till bagagerummet, som därefter inte rymde så mycket annat. Ekerfälgar blev nu extrautrustning och i fronten ersattes romben av en oval kylargrill.
Hösten 1957 flyttades tillverkningen till MG-fabriken i Abingdon. Samtidigt höjdes motoreffekten.
Produktionen uppgick till 10 286 bilar.

### BN6
1958 tillkom den tvåsitsiga BN6, med reservhjulet och batteriet på sin ursprungliga plats, bakom stolarna och därmed större bagageutrymme. I övrigt var den identisk med BN4:n
Produktionen uppgick till 4 150 bilar.

## 3000

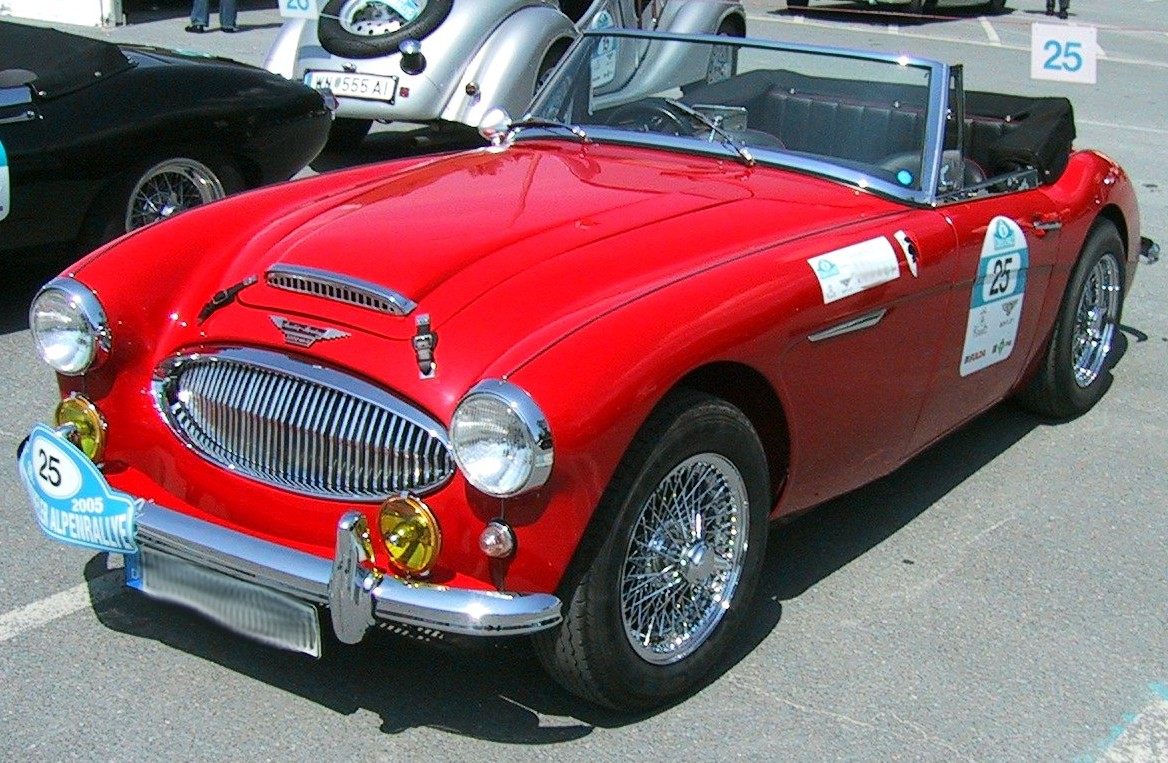
Austin Healey 3000 Convertible

### BN7
Våren 1959 fick bilen en större motor och bytte namn till 3000. Samtidigt infördes skivbromsar på framhjulen.
Två år senare kom Mk II-versionen, med treförgasarmotor. På hösten 1961 infördes en ny växellåda, med kortare och mer lättanvänd växelspak.
BN7 betecknar den tvåsitsiga versionen, som tillverkades i 2 825 st Mk I- och 355 st Mk II-utförande.

### BT7
BT7 hade den 2+2-sitsiga karossen från BN4. Den var betydligt mer efterfrågad än systermodellen och tillverkades i 10 825 st Mk I- och 5 095 st Mk II-utförande.

### BJ7
Sommaren 1962 ersattes de tidigare modellerna av en ny Convertible-kaross. Den hade fast vindruta och riktiga, vevbara sidofönster i dörrarna, betydligt kraftigare sufflett och ett litet baksäte. Samtidigt gick man tillbaka till två förgasare.
Produktionen uppgick till 6 113 bilar.

### BJ8
Tidigt 1964 kom Mk III-versionen, med än mer motoreffekt. Interiören hade modifierats med bland annat en ny instrumentbräda. Senare under året förbättrades upphängningen av bakaxeln för bättre vägegenskaper.
Den sista stora Austin-Healeyn byggdes i december 1967. Det hade kostat alltför mycket att anpassa den gamla konstruktionen till de nya säkerhetsbestämmelser som infördes i USA till året därpå och bilen ersattes av den modernare MGC.
Produktionen av den sista versionen uppgick till 17 712 bilar.

## Motorsport
Healey tävlade flitigt med bilen från första början, bland annat i Le Mans 24-timmars. Med tiden utvecklades den till en framgångsrik rallybil och kördes av bland andra Pat Moss och de ”flygande finländarna” Rauno Aaltonen och Timo Mäkinen. 

## Motor
Bilen introducerades med Austins stora fyrcylindriga toppventilsmotor. Det var en förstorad version av den motor som introducerats i Austin 16hp 1944 och delade många detaljer med den stora sexan i Austin Princess.
Från 1956 användes BMC:s sexcylindriga C-motor, som hade tagits fram av Morris för att ersätta den äldre Wolseley-sexan med överliggande kamaxel. Motorn modifierades kontinuerligt under tillverkningstiden, för allt högre effekter.
| Modell    | Motor              | Cylindervolym | Effekt | Bränslesystem       |
| --------- | ------------------ | ------------- | ------ | ------------------- |
| BN1-2     | 4-cyl radmotor ohv | 2660 cm³      | 90 hk  | Dubbla SU förgasare |
| 100S      | 4-cyl radmotor ohv | 2660 cm³      | 132 hk | Dubbla SU förgasare |
| 100M      | 4-cyl radmotor ohv | 2660 cm³      | 110 hk | Dubbla SU förgasare |
| BN4       | 6-cyl radmotor ohv | 2639 cm³      | 102 hk | Dubbla SU förgasare |
| BN4-6     | 6-cyl radmotor ohv | 2639 cm³      | 117 hk | Dubbla SU förgasare |
| BN7 Mk I  | 6-cyl radmotor ohv | 2912 cm³      | 124 hk | Dubbla SU förgasare |
| BN7 Mk II | 6-cyl radmotor ohv | 2912 cm³      | 132 hk | Tre SU förgasare    |
| BJ7       | 6-cyl radmotor ohv | 2912 cm³      | 131 hk | Dubbla SU förgasare |
| BJ8       | 6-cyl radmotor ohv | 2912 cm³      | 148 hk | Dubbla SU förgasare |